# الجراوية (أسلم)

تعديل مصدري - تعديل

الجراوية هي إحدى قرى عزلة أسلم الوسط بمديرية أسلم التابعة لمحافظة حجة، بلغ تعداد سكانها 268 نسمة حسب تعداد اليمن لعام 2004.